# Phthinia tipulaeformis
Phthinia tipulaeformis är en tvåvingeart som beskrevs av Toyohi Okada 1939. Phthinia tipulaeformis ingår i släktet Phthinia och familjen svampmyggor. Inga underarter finns listade i Catalogue of Life.